# Municipio de Lake (condado de Allen)
El municipio de Lake (en inglés: Lake Township) es un municipio ubicado en el condado de Allen en el estado estadounidense de Indiana. En el año 2010 tenía una población de 2301 habitantes y una densidad poblacional de 24,8 personas por km².

## Geografía
El municipio de Lake se encuentra ubicado en las coordenadas 41°8′24″N 85°16′30″O / 41.14000, -85.27500. Según la Oficina del Censo de los Estados Unidos, el municipio tiene una superficie total de 92.77 km², de la cual 92.55 km² corresponden a tierra firme y (0.24%) 0.23 km² es agua.

## Demografía
Según el censo de 2010, había 2301 personas residiendo en el municipio de Lake. La densidad de población era de 24,8 hab./km². De los 2301 habitantes, el municipio de Lake estaba compuesto por el 95.35% blancos, el 0.43% eran afroamericanos, el 1.43% eran amerindios, el 0.78% eran asiáticos, el 0.04% eran isleños del Pacífico, el 0.52% eran de otras razas y el 1.43% pertenecían a dos o más razas. Del total de la población el 1.78% eran hispanos o latinos de cualquier raza.